# Mitsubishi AAM-5
Il Mitsubishi AAM-5 (Type 04 Air-to-Air Missile, Maruyon shiki kūtaikū yūdōdan, 04式空対空誘導弾) è un missile aria-aria a guida infrarossa, prodotto dalla Mitsubishi Heavy Industries ed entrato in servizio nel 1991 nella Kōkū Jieitai, dove fu installato sui caccia McDonnell Douglas F-15J Eagle, e sul cacciabombardiere Mitsubishi F-2.

## Storia del progetto

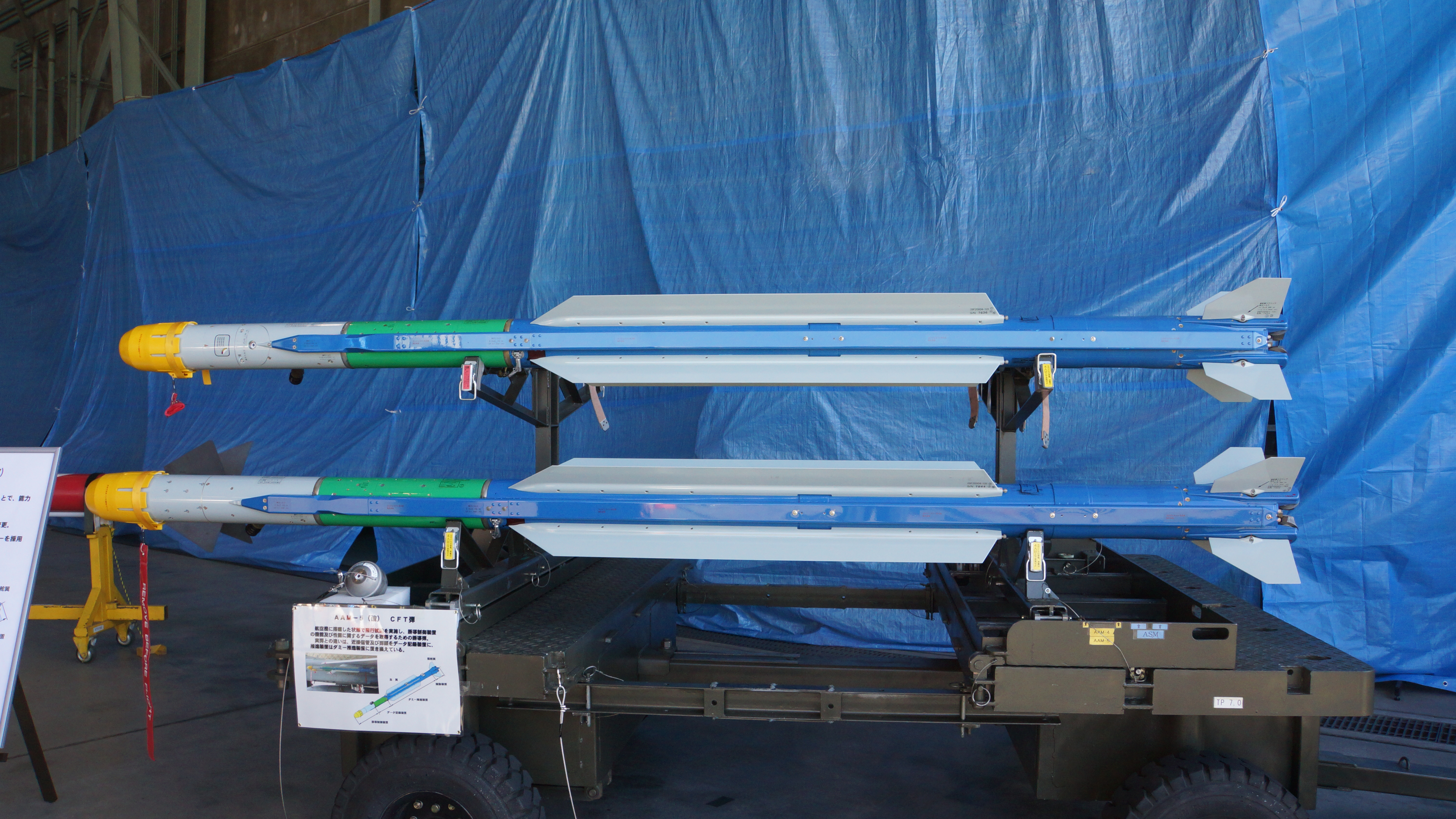
Un missile AAM-5 e un AAM-5B esposti sulla base aerea di Gifu il 25 ottobre 2015.

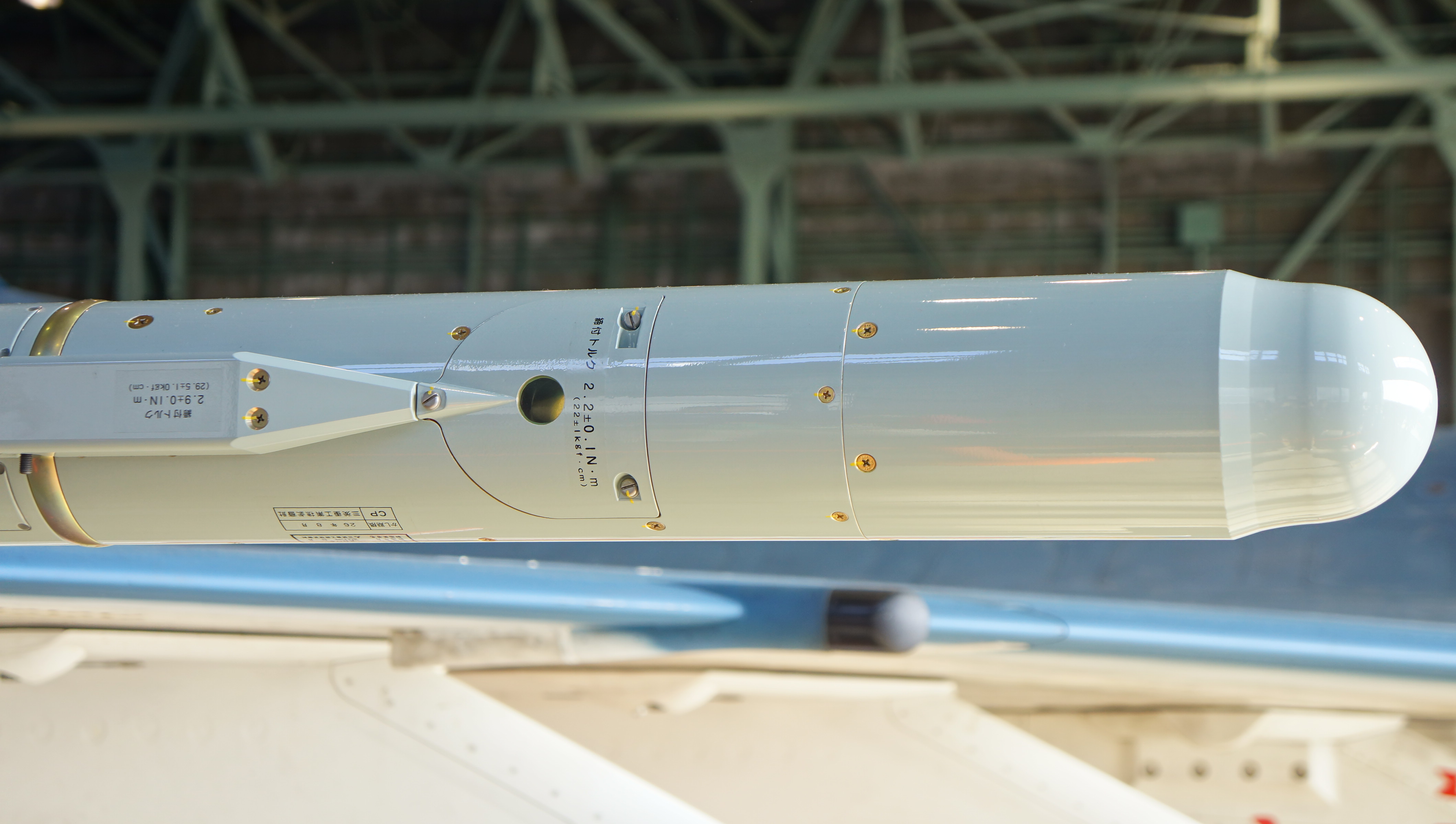
Il seeker del missile AAM-5.

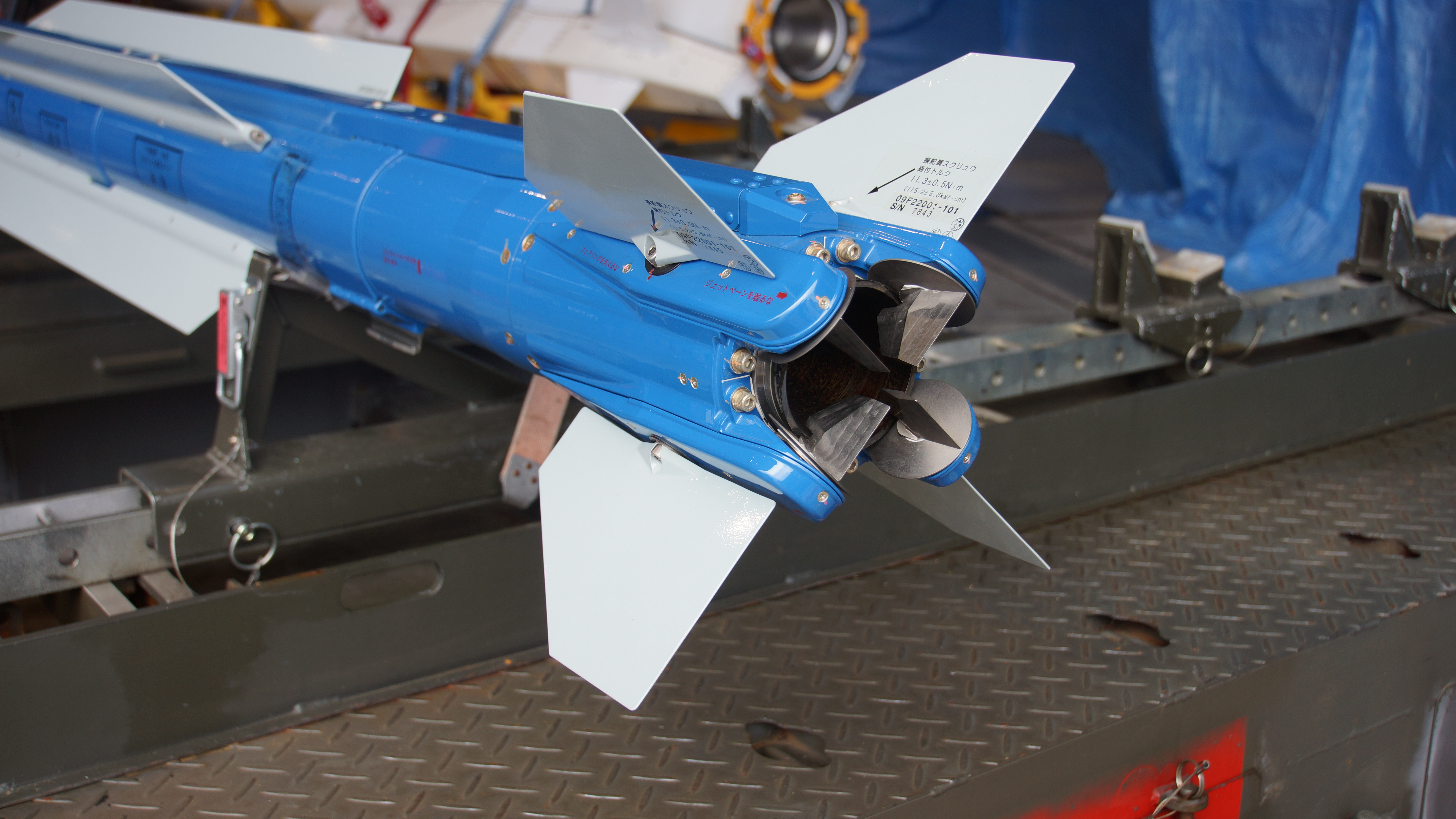
Particolare del sistema di spinta vettoriale del missile AAM-5B o AAM-5 Kai

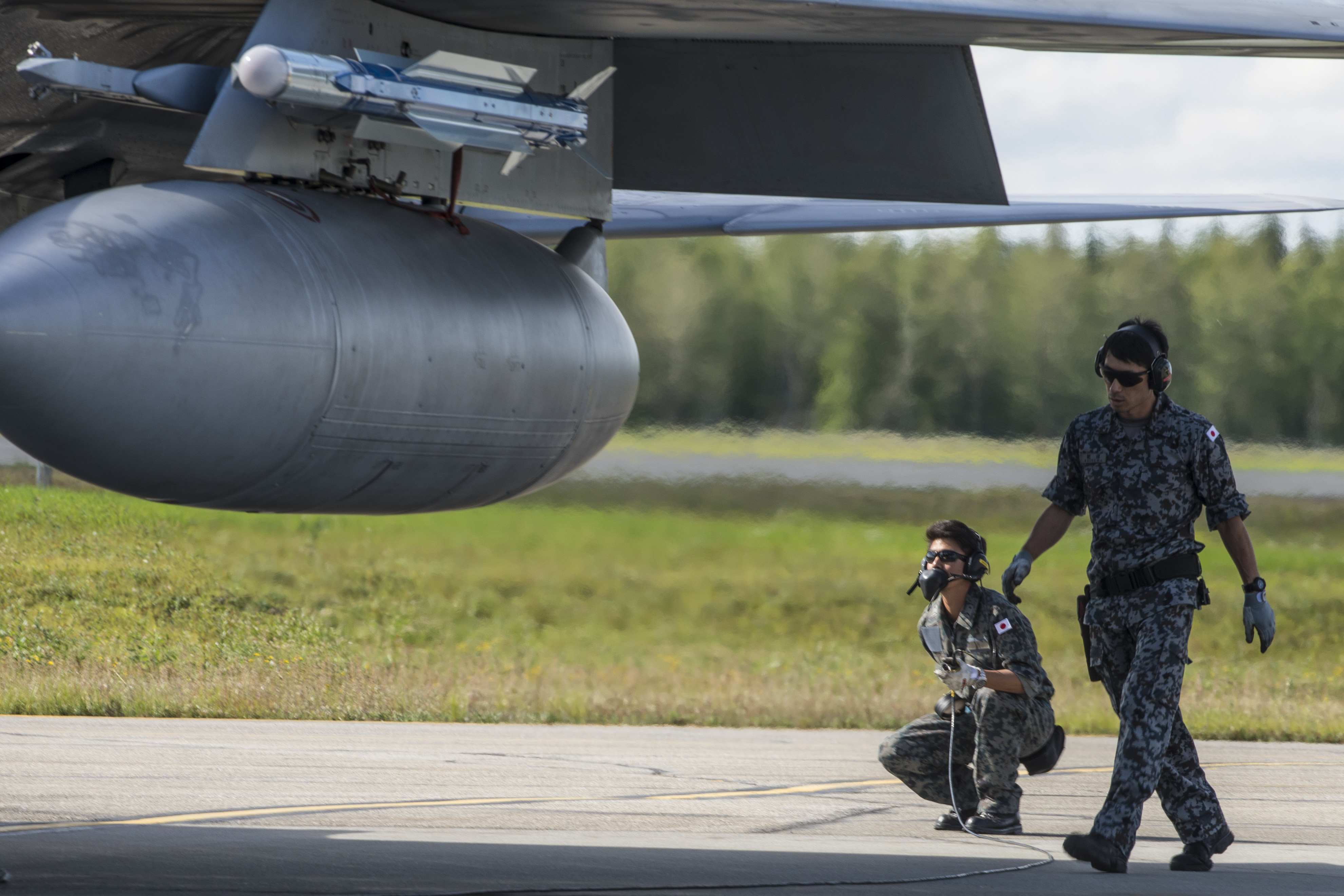
Un missile AAM-5 agganciato ad un pilone subalare di un caccia F-15J Eagle fotografato durante i controlli pre volo sulla Eielson Air Force Base, Alaska, il 14 agosto 2015, durante la Red Flag-Alaska (RF-A) 15-3.

Nel 1991  la Mitsubishi Heavy Industries,  iniziò lo studio di un nuovo missile aria-aria a guida infrarossa per sostituire l'AAM-3 allora in servizio. Gli studi sulla nuova arma si protrassero per lungo tempo, tanto che i primi collaudi furono avviati nel 2001 con lanci da parte di un F-15J. I risultati furono soddisfacenti, e il nuovo missile entrò in servizio nel corso del 2004,  divenendo pienamente operativo nel 2008.

## Descrizione tecnica
Il missile aria-aria a guida IR Mitsubishi AAM-5 è lungo 3, 1 m, ha un diametro di 12,7 cm, una apertura alare di 44 cm, e pesa al lancio 95 kg. Esternamente è caratterizzato dalle alette strake che si estendono lateralmente al centro del missile, e dalle piccole alette direzionali poste all'estremità posteriore. Il motore a razzo a propellente solido consente una gittata di 35 km, e una velocità massima di 3 Mach. Grazie alla combinazione di comandi aerodinamici e spinta vettoriale (thrust vectoring) il missile è dotato di grande manovrabilità a corto raggio. Il seeker realizzato dalla NEC Corporation, è un sensore a immagine termica IIR (Imaging Infra-Red) dotato di capacità di ingaggio del bersaglio a lungo raggio e "off-boresight" (cioè senza puntamento interno) di 60°. Utilizzando un casco HMD (Helmet Mounted Display) con sistema di puntamento integrato, il missile AAM-5 può essere guidato sul bersaglio dal pilota solo con l'uso dello sguardo. Inoltre l'arma ha la possibilità di acquisire il bersaglio anche dopo un lancio LOAL (Lock-On After launch). L'AAM-5 è dotato di tre sistemi di guida: INS (sistema di navigazione inerziale), IRR (Imaging Infra-Red), e COLOS (Command Of Line Of Sigh), ed ha una elevatissima resistenza al lancio di flare e decoy da parte del bersaglio in quanto dotato di avanzate IRCCM (Infra-Red Counter Measure). Il sensore è dotato di elevata capacità e durata di raffreddamento. La testata bellica è composta da esplosivo ad alto potenziale e a frammentazione, e viene attivata tramite una spoletta di prossimità laser o a impatto di costruzione NEC.

## Impiego operativo
Dichiarato pienamente operativo nel 2004, l'arma venne messa in produzione per essere installata sui caccia McDonnell Douglas F-15J Eagle, e fu adottata successivamente anche dai Mitsubishi F-2 nel 2010, dopo che su questi aerei vennero installate apposite rotaie di lancio e furono dotati degli appositi caschi JHMCS (Joint Helmet Mounted Cueing System).
Sempre a partire dal 2010 fu sviluppata una nuova versione del missile, designata AAM-5B, dotata di un motore Stirling che consente di mantenere per lungo tempo il raffreddamento del sensore così da aumentarne il tempo di impiego, e di migliori IRCCM. 
Il missile è stato prodotto in grande serie, fino al 2009 ne risultavano realizzati 2.300 cui, secondo alcune fonti, ne sarebbero seguiti fino al 2019 ulteriori 3.500 esemplari.

## Versioni
- AAM-5: versione base, con motore razzo a propellente solido.
- AAM-5B: seconda versione, nota anche come AAM-5 Kai, dotata di motore Stirling e migliori IRCCM.

## Utilizzatori
Giappone
Kōkū Jieitai

### Annotazioni
1. ↑  Secondo i piani iniziali era prevista la realizzazione del primo prototipo nel 1993,  e la produzione dei primi esemplari di preserie nel 1994.
2. ↑  Il costo stimato di ogni missile varia tra i 190.000 e i 250.000 dollari.

### Fonti
1. 1 2 3  Chandar 2017, p. 304.
2. 1 2 3 4 5 6  Chandar 2017, p. 305.
3. ↑  Martorella 2020, p. 64.
4. 1 2 3 4 5  Martorella 2020, p. 65.
5. 1 2 3 4 5 6  Martorella 2020, p. 67.